# Bembidion iridescens
Bembidion iridescens es una especie de escarabajo del género Bembidion, familia Carabidae. Fue descrita científicamente por LeConte en 1852.
Habita en Canadá y los Estados Unidos.